# Raul Isac
Raul Tyson Isac (Melbourne, 2 febbraio 1988) è un calciatore est-timorese, difensore del North Sunshine Eagles e della Nazionale est-timorese.

## Carriera

### Club
Gioca dal 2008 al 2011 al North Sunshine Eagles. Milita dal 2012 al 2013 (salvo una piccola parentesi al DPMM) al Dili Leste. Nel 2014 passa al North Sunshine Eagles.

### Nazionale
Debutta in Nazionale il 29 giugno 2011, in Nepal-Timor Est.